# Sympetrum flaveolum
Sympetrum flaveolum és una espècie de la família Libellulidae distribuït principalment per Europa i Àsia. Les nimfes es desenvolupen en l'aigua estancada, generalment en pantans.Emigra al Regne Unit més d'unes 10.000 libèl·lules aproximadament cada 20 anys, per deixar cries, perquè la colònia sigui molt més gran, encara que no perduren molt temps i moren, la seva última visita al Regne Unit va ser l'any 1995, durant el mes d'agost. Aquesta libèl·lula és molt sensible, principalment en el darrere i en les ales, (en la part que les ales s'uneixen al tors té una gran coloració groga i/o ataronjada. En algunes zones protagonitza invasions (principalment a l'est i sud d'Europa), llocs on el nombre d'individus poden fluctuar molt segons la temporada.